# Pedro Ignacio Cantero
Pedro Ignacio Cantero Tortajada (Carboneras, 1815-Madrid, 1888) fue un profesor, sacerdote y escritor español.

## Biografía
Nacido el 27 de abril de 1815 en la localidad conquense de Carboneras, era considerado malagueño por muchos. Estudió en las Escuelas Pías de Madrid hasta que pasó a servir en el ejército. En 1839 explicaba Latín en el Instituto de Cabra, cátedra que ocupó también el Colegio de Requena (1842) y en el Instituto de Cuenca (1844). En 1849 pasó al Instituto de Málaga, primero como catedrático interino y luego ya en propiedad del puesto. También fue secretario y director del centro. Presidió en 1865 el Círculo Literario y Científico de Lope de Vega. Sacerdote, cultivó la poesía. Entre sus trabajos poéticos pueden mencionarse una Oda a Isabel II, otra escrita con motivo del centenario de Calderón y la titulada In die Dominu Nostri Jesu-Christi natalitio. Escribió y publicó también una Clave latina. Cantero, que políticamente era zorrillista, falleció el 25 de mayo de 1888 en Madrid,  víctima de una pulmonía, durante un viaje de trabajo a la capital. Fue enterrado en el cementerio de San Isidro.